# Karoline Friederike von Waldenburg
Karoline Friederike Louise Wichmann, spätere von Waldenburg (* wohl 25. Oktober 1781 in Potsdam; † 1. Januar 1844 in Rom), war die erste Lebensgefährtin des Prinzen August von Preußen (1779–1843), jüngster Sohn des Prinzen Ferdinand von Preußen und der Luise Markgräfin von Brandenburg-Schwedt, und Mutter seiner ersten vier Kinder.

## Leben
Karoline Friederike Louise war eine Tochter des Johann Friedrich Joost Wichmann und der Anna Dorothea Dechwitz. Ob, wie in Quellen angegeben, ihr Tauftag tatsächlich ihr Geburtstag war, ist nicht gesichert. Fest steht, dass sie am 25. Oktober 1781 in der Kirche St. Nikolai zu Potsdam getauft wurde. Wenn beide auch über viele Jahre in einem eheähnlichen Verhältnis gelebt haben, darf in diesem Fall nicht von einer morganatischen Ehe gesprochen werden, da von einer Heirat mit dem Prinzen August nichts bekannt ist.
Am 28. September 1810 wurde Karoline Wichmann in Berlin gemeinsam mit ihren Kindern Eduard (* 24. Mai 1807 in Soissons; † 17. Februar 1882 in Menton) und Eveline († 1848) in den preußischen Adelsstand mit Namensführung „von Waldenburg“ erhoben. Weitere Adelserhebungen folgten am 31. August 1815 in Paris für Tochter Emilie (1815–1893) und am 16. März 1818 in Berlin für Tochter Mathilde (1817–1884). 1859–1945 war die niederschlesische Herrschaft Würben im Besitz ihrer Nachkommen von Waldenburg.
Obwohl in Rom gestorben, wurde Karoline Friederike von Waldenburg auf dem Berliner Friedhof Dorotheenstadt begraben.

## Wappen der Familie
In Gold auf grünem Rasen in grüner Waldung eine aus roten und grauen Quadersteinen gebaute, mit Schiefer gedeckte Burg, auf deren Kuppeldach ein braunes Fähnlein. Auf dem gekrönten Helm mit blau-goldenen Decken ein mit goldenen Kleestängeln belegter offener schwarzer Adlerflug. Schildhalter: Zwei gold-gekrönte und bewehrte schwarze Adler.